# Cook (Nebraska)
Cook é uma vila localizada no estado americano de Nebraska, no Condado de Johnson.

## Demografia
Segundo o censo americano de 2000, a sua população era de 322 habitantes.
Em 2006, foi estimada uma população de 300, um decréscimo de 22 (-6.8%).

## Geografia
De acordo com o United States Census Bureau, a localidade tem uma área de 0,4 km², sem área coberta por água. Cook localiza-se a aproximadamente 321 m acima do nível do mar.

## Localidades na vizinhança
O diagrama seguinte representa as localidades num raio de 20 km ao redor de Cook.